# فالق لاغونا سالادا

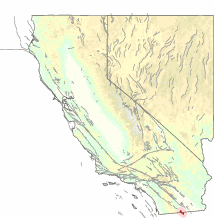
خريطة مسح جيولوجي بالولايات المتحدة تظهر فالق لاغونا سالادا باللون الأحمر

فالق لاغونا سالادا هو صدع جيولوجي بين الولايات المتحدة والمكسيك. بطول يتراوح بين 64 كم و80 كم، ويمتد على حدود مقاطعة إمبريال في كاليفورنيا وباها كاليفورنيا.

## الفالق
فالق لاغونا سالادا هو استمرار جنوبي محتمل لمنطقة صدع إلسينور في كاليفورنيا الجنوبية. تعتبر هذه الفوالق مجموعات ثانوية لفالق سان أندريافالق لاغونا سالادا س، وبالتالي فهي تشترك في جزء من حركة الانزلاق بين صفيحة أمريكا الشمالية وصفيحة المحيط الهادئ.

## الزلازل الرئيسية لنظام فالق لاغونا سالادا

### زلزال عام 1892
وفقًا لبعض علماء الزلازل، كان زلزال لاغونا سالادا عام 1892 من بين أكبر الزلازل في كاليفورنيا وباها كاليفورنيا في الوقت التاريخي. حدث ذلك في 23 فبراير 1892 وتمركزت قوته بالقرب من لاغونا سالادا في باها كاليفورنيا.
يُظهر فالق لاغونا سالادا حركة طبيعية (جنوب غرب) وحركة ديكسترال (جانبية مستقيمة). قبل عام 2010، أظهر دليلًا على عمليات النزوح الأخيرة (ربما تاريخي) مع منطقة فالق سطحي بـ 22 كم، وإزاحة رأسية من 3 م إلى 4م. وقد فُسر هذا على أنه مرتبط بزلزال عام 1892.
أشار تقرير لصحيفة لوس أنجلوس تايمز في اليوم التالي إلى أنه لم يتم العثور على أي ضرر في لوس أنجلوس، ولكنه أشار أيضًا إلى الشعور بصدمات عنيفة في سان دييغو. تشققت جدران البناء في العديد من المباني، وكذلك في المجتمعات النائية من Otay و Jamul . في محطة توقف Carrizo Creek المهجورة، في ما يُعرف الآن باسم Anza-Borrego Desert State Park في مقاطعة سان دييغو الشرقية، تضررت أعمال البناء السيئة دُمرت المباني من الطوب. كانت هناك انهيارات صخرية في وادي براتون، وادي تييرا بلانكا، ستورم كانيون، وال بارك، وانهيارات أرضية في دولزورا كانيون ووادي الشيطان.

### زلزال 2010

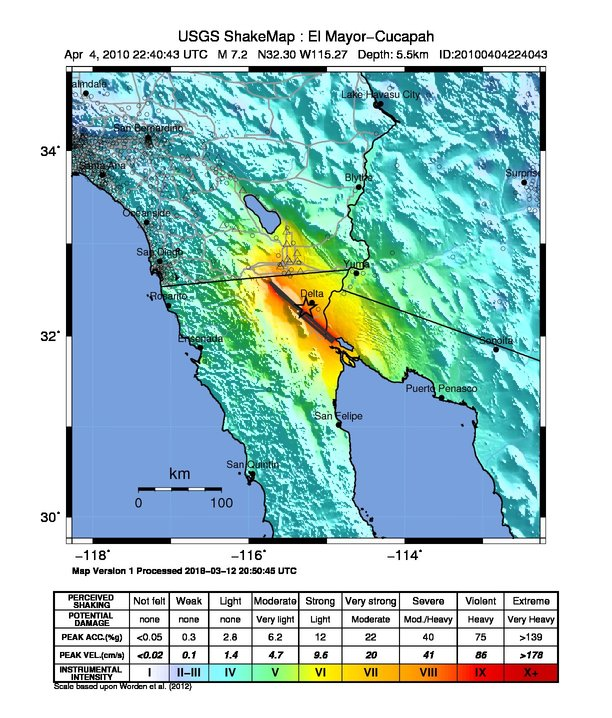
بطاقة اهتزاز USGS للصدمة الرئيسية

هناك احتمال أن يكون خطأ لاغونا سالادا هو سبب زلزال باها كاليفورنيا 2010. في السابق، لم يتسبب الصدع في حدوث زلزال كبير لأكثر من 100 سنة منذ 1892.
من خلال توزيع توابع الزلزال واستخدام قياس التداخل بالرادار، حدث فشل الصدمة الرئيسي في فالق لم يُحدد سابقًا في جبال كوكابا وأسفل دلتا نهر كولورادو. سُمي خط الصدع هذا باسم فالق إنديفيسو، على اسم بلدة إل إنديفيسو القريبة.لوحظت منطقة تسييل محددة بواسطة فالق سيرو برييتو وفالق لاغونا سالادا.